# Dunavecse
Dunavecse város Bács-Kiskun vármegye Kunszentmiklósi járásában. A Pentele híd megépülésénél szempont volt, hogy Dunavecsének több száz éve bejáratott kikötője van.

## Fekvése
Közvetlenül a Duna bal partján helyezkedik el, a Dunaújvárossal ellentétes oldalon, Bács-Kiskun és Fejér vármegyék határán. A folyó vecsei szakasza mintegy 4,5 kilométer hosszú. Belterülete hullámos felszínt mutat, legmagasabb pontja a Rózsadomb. Tengerszint feletti magassága 105 méter.
A szomszédos települések: észak felől Szalkszentmárton, északkelet felől Kunszentmiklós, kelet felől Szabadszállás, délkelet felől Újsolt, dél felől Solt és Apostag, nyugat felől pedig, a folyó túlsó partján és a megyehatár túloldalán Dunaújváros.

### Megközelítése
A település közigazgatási területén áthalad a Budapestet Bajával összekötő 51-es főút, így az ország távolabbi részei felől ez a legfontosabb közúti megközelítési útvonala. Lakott területeit azonban a főút ma már elkerüli – a szomszédos Apostaghoz hasonlóan –, azon csak a régi nyomvonalán húzódó 513-as főút vezet keresztül. Határát érinti még az M8-as autópálya nyomvonala, amelynek itt csomópontja is van az 51-es főúttal, valamint keleten, egy aránylag rövid szakaszon az 5213-as út is.
A települést vonattal a Kunszentmiklós-Tass–Dunapataj-vasútvonalon lehetett megközelíteni, ahol azonban 2007. március 4. óta nincs személyszállítás. Dunavecse vasútállomás a belterület északkeleti szélén helyezkedik el, közúti elérését az 52 313-as számú mellékút biztosítja.
A település kereskedelmi kikötője a lakott terület délnyugati szélén helyezkedik el, közúton az 51 343-as számú mellékúton érhető el.
Dunavecse és Apostag között kerékpárút is épült a Duna menti kerékpárút részeként.

## Története
Dunavecse nevét az 1332–1334. évi pápai tizedjegyzék említette először, ekkor egyházilag a váci egyházmegye szigetfői főesperességéhez tartozott, majd 1404–1405-ben Fejér vármegye solti járásához csatolták.
A 15. század elején a Tetétleni család birtoka, a 16. század közepén, a mohácsi vész utáni korszakban Laski Jeromos († 1541) birtokába került, majd a 17. század közepén a Földváry család lett a település birtokosa.
1610-ben a reformátusok itt zsinatot tartottak. A református egyháza 1626–1629 közötti években már fennállt. Református templom 1640]ben épült. A település a török hódoltság alatt sem pusztult el. 1691-ben egy egész porta után 50 forint katonaélelmezési költséget és 1695-ben 4 portára vetettek ki ennyit. Ekkor egyike volt a vármegye legnépesebb községeinek. Az 1720. évi összeíráskor 122 jobbágyháztartást találtak itt, és ekkor tisztán magyar lakosai voltak. Az 1754. évi vármegyei nemesi összeírás szerint még mindig a Földváry család birtokaként szerepelt Tetétlen (Dunatetétlen), Ölle (Szülleölle) és Szölle nevű, Hartához tartozó pusztákkal együtt. E családon kívül ekkor még Jelenffy Lénárt János is birtokosa volt. 1761. július 7-én évente négy országos, 1832. április 26-án pedig hetivásárok tartására is kiváltságot nyert. 1873-ig a Földváry család osztatlanul birtokolta az itteni földeket. 1873-ban a család megosztozott az ősi javakon, ezek egy része idegen kézre jutott.
1838-ban és 1876-ban nagy árvíz pusztított a településen, 1848-ban pedig egy nagy tűzvészben a község fele leégett.
A Magyar Nemzeti Múzeumba került egy dunavecsei arany kartekercs a bronzkorból.
A dunaújvárosi Intercisa Múzeumban a Dunaújvárosi kistérség ásatásain előbukkant régészeti emlékei szerepelnek a tárlaton. A Felsőhegy-dűlő régészeti tárgyai Budapestre kerültek.
A dunavecsei művelődési ház a Fő utca bal oldalán található, szerveznek néptánccsoportot, csillagász szakkört, népdalkört, rajzos foglalkozásokat. Minden évben március közepén és szeptember végén estet tartanak a művelődési házban. A dunavecsei Vikár Béla Könyvtár az Alkony utcában van, amely 1953-ban nyitotta meg kapuit a közönség előtt, több mint 32 000 darab könyvet talál az olvasóközönség. (Vikár Béla fordította a Kalevala irodalmi alkotást, aki műfordító és etnográfus is volt; utolsó éveit Dunavecsén töltötte.) 
A Hősök terén áll az 1745-ös építésű barokk stílusú református templom. Hild József bővítette toronnyal 1832-ben. Makovecz Imre is rajta hagyta nyomát Dunavecsén, ő tervezte a második világháborús és 56-os közös emlékművet. Néhány további vallási épületet kereshetnek fel a dunavecseiek, ilyen a római katolikus kápolna, nazarénusok temploma. A Római Birodalom idején ezen a helyen állt a Burgus erődítmény, amelyet egyes források szerint a törökök szedtek szét, kis részei múzeumba kerültek. A római burgus egy darabját a református templomhoz használták fel az építésekor.
1902-ben készült el a települést érintő Kunszentmiklós-Tass–Dunapataj-vasútvonal. Az 1900-as évek elején ide tartozott Csanádfehéregyháza és Zsellérpuszta is. Az elsőnek a területén egykor község állt. Ősi templomának alapkövei az 1900-as évek elején még láthatók voltak.
A 20. század elején Pest-Pilis-Solt-Kiskun vármegye Dunavecsei járásához tartozott.
1910-ben 4757 lakosából 4716 magyar volt. Ebből 1030 római katolikus, 3415 református, 144 izraelita volt.
A városi rangot 2004-ben kapta meg. (Dunavecse része egy sziget, a Nagy-sziget is.)

## Közélete

### Polgármesterei
- 1990–1994: P. Szalai Péter (független)[5]
- 1994–1998: Kovács Péter (független)[6]
- 1998–2002: Kovács Péter (független)[7]
- 2002–2006: Kovács Péter (független)[8]
- 2006–2010: Molnár Gyula (független)[9]
- 2010–2014: Vörös Sándor (független)[10]
- 2014–2019: Vörös Sándor (független)[11]
- 2019–2024: Vörös Sándor (független)[12]
- 2024– : Vörös Sándor (független)[1]

## Népesség
A település népességének változása:
| Lakosok száma | 3903 | 3878 | 3769 | 3827 | 3922 | 3868 | 3878 |
|               | 2013 | 2014 | 2018 | 2021 | 2022 | 2023 | 2024 |

A 2011-es népszámlálás során a lakosok 92,7%-a magyarnak, 2,3% cigánynak, 0,7% németnek, 0,7% románnak mondta magát (7,3% nem nyilatkozott; a kettős identitások miatt a végösszeg nagyobb lehet 100%-nál). A vallási megoszlás a következő volt: római katolikus 30%, református 25,1%, evangélikus 1,4%, görögkatolikus 0,1%, izraelita 0,1%, felekezeten kívüli 22,2% (15,2% nem nyilatkozott).
2022-ben a lakosság 89,8%-a vallotta magát magyarnak, 1,6% cigánynak, 0,5% románnak, 0,5% németnek, 0,3% szlováknak, 0,2% szerbnek, 0,1-0,1% örménynek, görögnek és horvátnak, 1,8% egyéb, nem hazai nemzetiségűnek (10% nem nyilatkozott; a kettős identitások miatt a végösszeg nagyobb lehet 100%-nál). Vallásuk szerint 17,7% volt római katolikus, 16,7% református, 0,8% evangélikus, 0,3% görög katolikus, 8,5% egyéb keresztény, 0,5% egyéb katolikus, 20,5% felekezeten kívüli (34,8% nem válaszolt).

## Nevezetességei

Petőfi-emléktábla az első világháborús emlékmű talapzatán

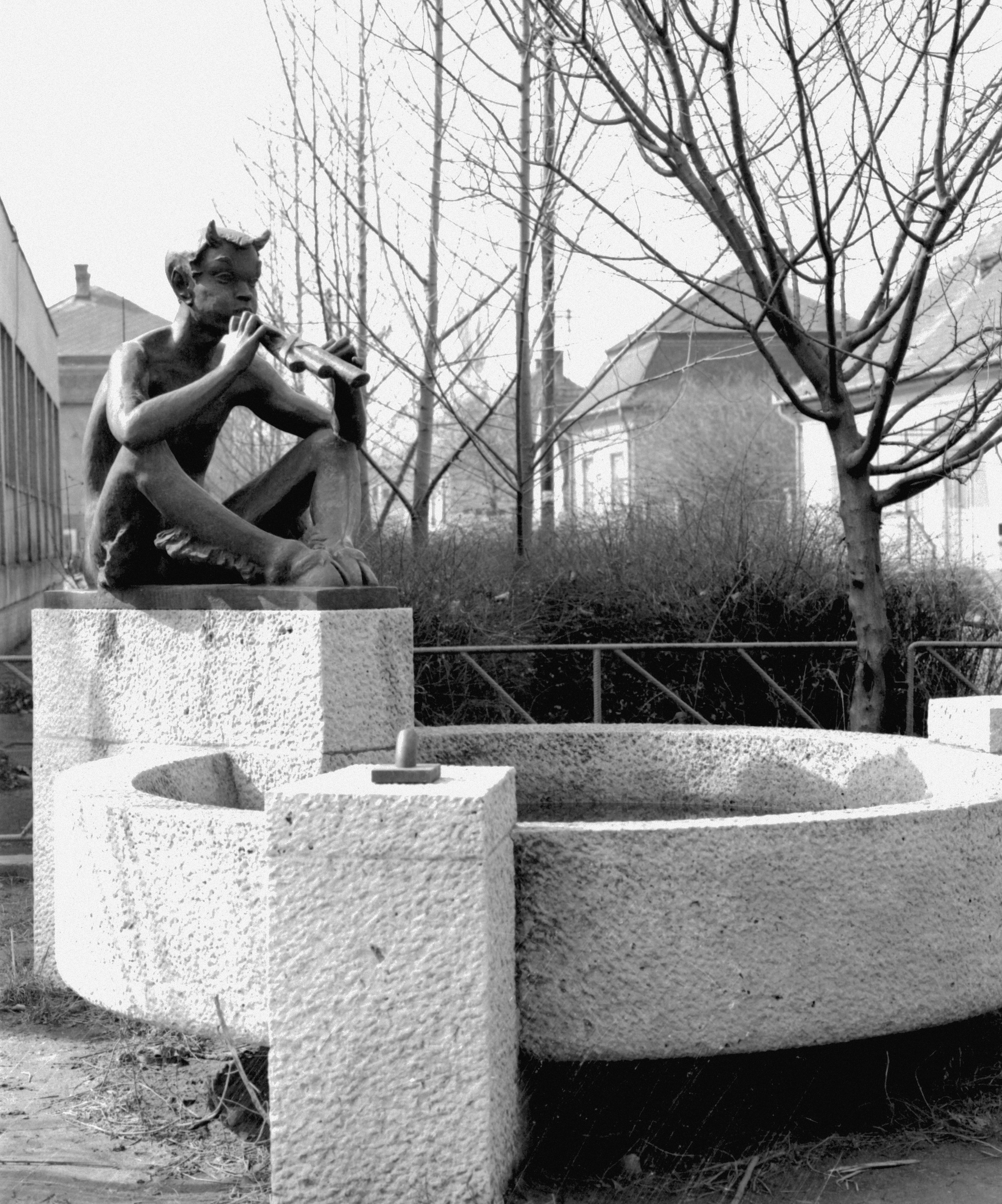
A dunavecsei faun – A Millecentenáriumi emlékparkban – Boldogfai Farkas Sándor szobrász alkotása.

A tizennyolcadik században épült a református templom.
1840 és 1844 között a községben éltek Petőfi Sándor szülei, a költő apjának, Petrovics Istvánnak volt itt mészárszéke. Petőfi 1844 áprilisának első felében meglátogatta szüleit, több mint két hónapon át tartózkodott a községben. Szerelemre lobbant a helybéli Nagy Zsuzsika iránt. Számos verse is itt született, többek között a „Füstbe ment terv”, az „Egy estém otthon”, a „Magány”, a „Zsuzsikához”, a „Hattyúdalféle”, az „Ebéd után”, az „Álmodom-e?” és a „Deákpályám” című költeményei, valamint a „Távolból”, amely a község himnusza lett.
A település a mai napig őrzi a költő emlékét. Két szobra is áll itt: az egyikük a Petőfi Sándor Általános Iskola előtti mellszobor, melyet 1948-ban emeltek. A közelben állt egykor Petőfi apjának mészárszéke. A szobrot Szandai Sándor szobrász készítette mészkőből, leleplezésére a millecentenáriumi ünnepségek közepette került sor. A kétszeres életnagyságú szobrot 180 centiméteres hasábkő alapzatra helyezték el, amely egy kétlépcsős, kétméteres és 55 centiméteres betonalapzaton áll. Elöl Petőfi neve áll rajta egy Kossuth-címerrel. Több településről is támogatták a szobor elkészítését (Dunavecse, Apostag, Dunaegyháza, Dunapataj, Dunatetétlen, Harta, Solt, Szalkszentmárton). A másik szobor Szűts Tamás műve, melynek állításáról a város önkormányzata határozott, de a lakók is hozzájárultak megvalósításához. A parkban álló szobor bronzból készült gránit talapzattal, két méter magas és a „Kis Lak” irányába néz. A költő szülei a közeli házban éltek. 2007. március 15-én avatták fel ünnepélyesen.
1954-ben tájmúzeumot hoztak létre, ahol Petőfi-kiállítás tekinthető meg.
A Millecentenáriumi emlékparkban felállított székelykapu, amely a székelyudvarhelyi Berkeczi Imre fafaragó alkotása, és a homoródszentmártoniak ajándéka volt 1998 óta ékesíti a várost. Mellette, a faunszobor 1996 óta díszíti a Millecentenáriumi emlékparkot, de már 1967 óta Dunavecse jellegzetes és ismert köztéri szobra. A szobor alkotója, Boldogfai Farkas Sándor a főiskolán Kisfaludi Strobl Zsigmond tanítványa volt, 1930-tól állított ki.

## Nevezetes személyek
Dunavecsén születtek
- André Kertész fotográfus
- Jean Toth festő
- Itt született 1857. február 16-án dömsödi Magyar Gyula címzetes táborszernagy (elhunyt: 1922. június 9. Budapest)
- Itt született 1908-ban Móra Mihály jogtudós (1908–1967)
- Itt született 1922-ben Kovács Lajos énektanár, karmester
- Itt született 1929-ben Samu Mihály jogtudós (1929-2015)

Dunavecsén elhunytak
- Itt hunyt el 1945-ben Vikár Béla magyar etnográfus, műfordító, eszperantista, a Kalevala magyar fordítója (1859-1945)

Egyéb
- Itt szolgált 2021-től 2024-es felfüggesztéséig plébánosként Bese Gergő atya (1983–), a 777 bloggere, Fidesz-közeli közíró.[22]